# Josef Peter
Josef Peter (11. března 1880 Karviná – 17. května 1953) byl československý politik a meziválečný poslanec Národního shromáždění za Komunistickou stranu Československa.

## Biografie
V parlamentních volbách v roce 1925 získal mandát v Národním shromáždění za komunisty.
Podle údajů k roku 1925 byl profesí dělníkem na hlavní jámě v Orlové. Podle jiného zdroje byl klempířem na šachtě. V srpnu 1929 se pro nesouhlas s politikou KSČ vzdal všech stranických funkcí i poslaneckého mandátu.